# Jaltomata bicolor
Jaltomata bicolor là loài thực vật có hoa trong họ Cà. Loài này được (Ruiz & Pav.) Mione mô tả khoa học đầu tiên năm 1993.